# Ideal (teorija kolobarjev)
Ideal (tudi ideal kolobarja) je v teoriji kolobarjev posebna podmnožica kolobarjev. Pojem kolobarja omogoča posplošitve nekaterih pomembnih značilnosti celih števil.
Pri kolobarjih se proučuje praideale, ne pa praštevila.
Ideal se lahko uporabi za konstrukcijo kvocientnih kolobarjev na podoben način kot se  normalne podgrupe v teoriji grup uporablja za konstrukcijo kvocientnih grup.
Ulomljeni ideal je posplošitev ideala. 

## Zgodovina
Prvi je ideale predpostavil nemški matematik Julius Wilhelm Richard Dedekind (1831–1916). Pozneje sta jih proučevala in razširila pojem ideala še nemški matematik David Hilbert (1862–1943) in nemška matematičarka Emmy Noether (1882–1935).

## Definicije
Za poljuben kolobar z {\displaystyle (R,+,\cdot \,)} naj bo {\displaystyle (R,+)\,} odgovarjajoča aditivna grupa. V tem primeru se podmnožica {\displaystyle I\,} imenuje dvostranski ideal (pogosto se uporablja tudi izraz ideal) za {\displaystyle R\,}, če je {\displaystyle I\,} aditivna podgrupa za {\displaystyle R\,} in ta prevzama množenje elementov iz {\displaystyle R\,}. 
{\displaystyle I\,} je ideal, če zanj veljajo naslednji pogoji:
1. {\displaystyle (I,+)\,} je podgrupa za {\displaystyle (R,+)\,}
2. {\displaystyle \forall x\in I,\forall r\in R:\quad x\cdot r\in I\,}
3. {\displaystyle \forall x\in I,\forall r\in R:\quad r\cdot x\in I\,}.

Iz tega sledi, da je {\displaystyle R\,} pod-R-bimodul za {\displaystyle R\,}.

Podmnožica {\displaystyle I\,} v {\displaystyle R\,} se imenuje desni ideal za {\displaystyle R\,}, če je ta aditivna podgrupa za {\displaystyle R\,}, ki prevzame množenje na desni:
1. {\displaystyle (I,+)\,} je podgrupa za {\displaystyle (R,+)\,}
2. {\displaystyle \forall x\in I,\forall r\in R:\quad x\cdot r\in I\,}.

Podmnožica {\displaystyle I\,} v {\displaystyle R\,} se imenuje levi ideal za {\displaystyle R\,}, če je aditivna podgrupa za {\displaystyle R\,}, ki prevzame množenje na levi:
1. {\displaystyle (I,+)\,} je podgrupa za {\displaystyle (R,+)\,}
2. {\displaystyle \forall x\in I,\forall r\in R:\quad r\cdot x\in I\,}.

To pa pomeni, da je levi ideal za {\displaystyle R\,} tudi levi R-podmodul za {\displaystyle R\,}.
V obeh primerih se lahko prvi pogoj zamenja z dobro znanim kriterijem, ki zagotavlja, da je neničelna podmnožica grupe podgrupa:
1. {\displaystyle I\,} je neprazna množica in {\displaystyle \forall _{x,y\in I}~x-y\in I\,}. [2]

Levi ideali v {\displaystyle R\,} so desni ideali nasprotni ideali v {\displaystyle R^{o}\,} in obratno. Dvostranski ideali so tisti levi ideali, ki so tudi desni. Kadar je {\displaystyle R\,} komutativni kolobar, so definicije za levi, desni in dvostranski ideal enake in se uporablja samo izraz ideal.
Tako kot so normalne podgrupe jedra za grupni homomorfizem, se lahko tudi leve in desne ter dvostranske ideale obravnava kot jedra. Za neprazne podmnožice {\displaystyle A\,} v {\displaystyle R\,} velja 
- {\displaystyle A\,} je ideal v {\displaystyle R\,}, če in samo, če je ta jedro kolobarjevega izomorfizma v {\displaystyle R\,}
- {\displaystyle A\,} je desni ideal v {\displaystyle R\,}, če in samo, če je ta jedro homorfizma iz desnega {\displaystyle R\,} modula {\displaystyle R_{R}\,} v drugi desni {\displaystyle R\,} modul
- {\displaystyle A\,} je levi ideal v {\displaystyle R\,}, če in samo, če je ta jedro homorfizma iz levega {\displaystyle R\,} modula {\displaystyle {}_{R}R\,} v drugi levi {\displaystyle R\,} modul.

Kadar je {\displaystyle p\,} v {\displaystyle R\,}, potem je tudi {\displaystyle pR\,} desni ideal in {\displaystyle Rp\,} je levi ideal za {\displaystyle R\,}. Imenujeta se glavni levi in desni ideal, ki sta generirana s pomočjo {\displaystyle p\,}. Povezava med somnožico in idealom se vidi, če se preklopi operacijo iz »množenja« v »seštevanje.«
{\displaystyle I\,} se imenuje lastni ideal, če je ta lastna podmnožica v {\displaystyle R\,}. To pomeni, da {\displaystyle I\,} ni enak {\displaystyle R\,}.

## Zgledi
- parna cela števila tvorijo ideal v kolobarju {\displaystyle \mathbb {Z} \,} vseh celih števil. Običajno se ideal označuje z {\displaystyle 2\mathbb {Z} \,}. Podobno se za množico vseh celih števil, ki so deljiva s številom {\displaystyle n\,}, njihov ideal označuje z {\displaystyle n\mathbb {Z} \,}
- množica vseh polinomov z realnimi koeficienti, ki so deljivi z {\displaystyle x^{2}+1\,}, je ideal v kolobarju vseh polinomov
- množica vseh matrik {\displaystyle n\times n\,}, ki imajo zadnjo vrstico enako 0, tvorijo desni ideal v kolobarju vseh {\displaystyle n\times n\,} matrik. Ni pa to levi ideal. Množica vseh {\displaystyle n\times n\,}, ki imajo zadnji stolpec enak 0, tvorijo levi ideal, ne pa desnega
- kolobarji {\displaystyle C(\mathbb {R} )\,} vseh zveznih funkcij iz {\displaystyle \mathbb {R} \,} v {\displaystyle \mathbb {R} \,} vsebujejo ideal vseh zveznih funkcij {\displaystyle f\,}, tako da je {\displaystyle f(1)=0\,}. Drugi ideal v {\displaystyle C(\mathbb {R} )\,} so tiste funkcije, ki izginejo za dovolj velike argumente. To so takšne zvezne funkcije {\displaystyle f\,} za katere obstoja takšno število {\displaystyle L>0\,}, da je {\displaystyle fn(x)=0\,}, kadar je {\displaystyle |x|>L\,}.
- {\displaystyle \{0\}\,} in {\displaystyle R\,} sta ideala v vsakem kolobarju {\displaystyle R\,}. Kadar je {\displaystyle R\,} kolobar deljenja ali je obseg, sta to njegova edina ideala.
- kompaktni operatorji tvorijo ideal v kolobarju omejenih operatorjev

## Ideal, ki ga generira množica
Naj bo {\displaystyle R\,} kolobar. Presek vsakega nepraznega ideala iz družine levih idealov v {\displaystyle R\,} je spet levi ideal v {\displaystyle R\,}. Kadar je {\displaystyle X\,} podmnožica {\displaystyle R\,}, potem je presek vseh levih idealov iz {\displaystyle R\,}, ki vsebujejo {\displaystyle X\,}, tudi levi ideal {\displaystyle I\,} iz {\displaystyle R\,} in vsebuje {\displaystyle X\,}. Ta je najmanjši levi ideal. Ideal {\displaystyle I\,} je levi ideal, ki ga generira {\displaystyle X\,}. Podobno definicijo se lahko izpelje tudi z uporabo desnega ali pa dvostranskega ideala.  

## Vrste idealov
Ideali so pomembni, ker se pojavljajo kot jedra homomorfizma kolobarjev in omogočajo definiranje faktorskih kolobarjev. Različne vrste idealov proučujejo, kako bi naredili različne vrste kvocientnih kolobarjev.
- maksimalni ideal je lastni ideal {\displaystyle I\,}, če ne obstoja kakšen drugi lastni ideal {\displaystyle J\,}, tako da je {\displaystyle I\,} podmnožica ideala {\displaystyle J\,}.
- minimalni ideal je vsak neničelen ideal, ki ne vsebuje drugih neničelnih idealov
- praideal je tisti lastni ideal {\displaystyle I\,}, če za vsak {\displaystyle a\,} in {\displaystyle b\,} iz {\displaystyle R\,} in je v primeru, da je {\displaystyle ab\,} v {\displaystyle I\,}, potem je vsaj eden izmed {\displaystyle a\,} in {\displaystyle b\,} v {\displaystyle I\,}. Faktorski kolobar prakolobarja je v splošnem prakolobar in je tudi integralna domena za komutativne kolobarje.
- radikalni ideal ali polpraideal je ideal za katerega velja, da je takrat, ko je vsak {\displaystyle a\,} iz {\displaystyle R\,} in, če je vsak {\displaystyle a^{n}\,} v {\displaystyle I\,} za poljuben {\displaystyle n\,}, potem je tudi {\displaystyle a\,} iz {\displaystyle I\,}. Faktorski kolobar radikalnega ideala se imenuje polradikalni kolobar za splošne kolobarje in reducirani kolobar za komutativne kolobarje.
- primarni ideal je tisti ideal {\displaystyle I\,}, za katerega velja, da takrat, ko za vsak {\displaystyle a\,} in {\displaystyle b\,} iz {\displaystyle R\,} velja, da so vsi {\displaystyle ab\,} iz {\displaystyle I\,}, potem je vsaj eden od {\displaystyle a\,} in {\displaystyle b^{n}\,} iz {\displaystyle I\,} za naravno število {\displaystyle n\,}. Vsak praideal je primarni ideal, vendar obratno ne velja. Nekateri polpraideali so praideali.
- glavni ideal je ideal, ki ga generira en element.
- končno generirani ideal je tisti ideal, ki je končno generiran kot modul.
- primitivni ideal je lahko levi ali desni primitivni ideal. Levi primitivni ideal je anihilator enostavnih  levih modulov. Desni primitivni ideal je določen podobno. Kljub imenu sta levi in desni primitivni ideal vedno dvostranska. Primitivni ideal je vedno praideal. Kadar se izdela faktorski kolobar z levimi primitivnimi ideali, ti tvorijo levi primitivni kolobar. Za komutativne kolobarje so primitivni ideali maksimalni. Tako so komutativni kolobarji vedno obsegi.
- nereducibilni ideal je tisti, ki ne more biti napisan kot presek idealov, ki ga vsebujejo
- komaksimalna ideala sta tista ideala {\displaystyle {\mathfrak {i}},{\mathfrak {j}}\,} za katera velja {\displaystyle x+y=1\,}

{\displaystyle x+y=1\,} za {\displaystyle x\in {\mathfrak {i}}\,} in {\displaystyle y\in {\mathfrak {j}}\,}.
- regularni ideal ima  različne načine uporabe

Razen tega se uporabljata še dva izraza v povezavi z ideali, čeprav to niso vedno ideali kolobarjev:
- ulomljeni ideal pogosto se ga definira takrat, ko je {\displaystyle R\,} komutativna domena z obsegom kvocientov {\displaystyle K\,}. Kljub imenu so ulomljeni ideali podmoduli {\displaystyle R\,} v {\displaystyle K\,} s posebno značilnostjo.
- obrnljive ideale se pogosto definira kot ulomljene ideale, za katere je drugi ulomljeni ideal {\displaystyle B\,} takšen, da velja {\displaystyle AB=BA=R\,}.

Nekateri obrnljive ideale uporabljajo tudi za običajne ideale {\displaystyle A\,} in {\displaystyle B\,}, ki imajo značilnost {\displaystyle AB=BA=R\,}, v kolobarjih, ki niso domene

## Operacije z ideali
Za {\displaystyle {\mathfrak {a}}\,} in {\displaystyle {\mathfrak {b}}\,}, ki sta ideala iz kolobarja {\displaystyle R\,}, velja:
{\displaystyle {\mathfrak {a}}+{\mathfrak {b}}:=\{a+b\,|\,a\in {\mathfrak {a}}{\mbox{ in }}b\in {\mathfrak {b}}\}\!\,}
in:
{\displaystyle {\mathfrak {a}}{\mathfrak {b}}:=\{a_{1}b_{1}+\dots +a_{n}b_{n}\,|\,a_{i}\in {\mathfrak {a}}{\mbox{ in }}b_{i}\in {\mathfrak {b}},i=1,2,\dots ,n;{\mbox{ za }}n=1,2,\dots \}\!\,.}
To pomeni, da je produkt dveh idealov {\displaystyle {\mathfrak {a}}\,} in {\displaystyle {\mathfrak {b}}\,} ideal {\displaystyle {\mathfrak {a}}{\mathfrak {b}}\,}, ki nastane z vsemi produkti oblike {\displaystyle ab\,} z {\displaystyle a\,} iz {\displaystyle {\mathfrak {a}}\,} in {\displaystyle b\,} iz {\displaystyle {\mathfrak {b}}\,}. Produkt {\displaystyle {\mathfrak {a}}{\mathfrak {b}}\,} je vsebovan v preseku {\displaystyle {\mathfrak {a}}\,} in {\displaystyle {\mathfrak {b}}\,}.
Vsota in presek idealov je spet ideal. Unija dveh idealov je podmnožica vsote teh dveh idealov, ker je za vsak element {\displaystyle a\,} v idealu, se lahko piše {\displaystyle a+0\,} ali {\displaystyle 0+a\,}. Unija dveh idealov ni vedno ideal. 